# Herren av himlen är kommen till jorden
Herren av himlen är kommen till jorden är en julpsalm av Johan Dillner, skriven 1858. Den bearbetades av Knut Johan Montelius 1906. Texten har fyra 4-radiga verser.

## Publicerad i
- Herde-Rösten 1892 som nummer 93 under rubriken "Julsånger".
- Svensk söndagsskolsångbok 1908 som nummer 26 under rubriken "Julsånger ".
- Lilla Psalmisten 1909 som nummer 23 under rubriken "Kristus: Hans födelse, död och uppståndelse".
- Sionstoner 1935 som nummer 159 under rubriken "Jul".
- Guds lov 1935 som nummer 38 under rubriken "Advents- och julsånger".
- Lova Herren 1987 som nummer 109 under rubriken "Jul".
- EFS-tillägget 1986 som nummer 729 med titeln Herren från himlen åt världen sig givit  under rubriken "Jul".